# Simon Altvater
Simon Altvater (* 11. November 1982) ist ein deutscher Kunstradfahrer. Er trainiert bei Gudrun Steegmüller beim RV Pfeil Magstadt.
Der gelernte Klempner feierte seine größten Erfolge in der Disziplin Zweier Kunstrad Männer. Hier wurde er zusammen mit seinem Partner Nico Kunert zwischen 1998 und 2000 dreimal in Folge Europameister und zwischen 2001 und 2006 sechsmal hintereinander Weltmeister.

## Erfolge
- Deutsche Meister: 2001, 2002, 2006
- Deutsche Vizemeister: 2004
- German Masters Sieger: 2001, 2002, 2003, 2004, 2006
- Europameister: 1998, 1999, 2000
- Weltmeister: 2001, 2002, 2003, 2004, 2005 und 2006